# Tasmosalpingus quadrispilotus
Tasmosalpingus quadrispilotus is een keversoort uit de familie Tasmosalpingidae. De wetenschappelijke naam van de soort is voor het eerst geldig gepubliceerd in 1919 door Lea.